# متحف أذربيجان الحكومي لتاريخ قاراباغ
متحف أذربيجان الحكومي لتاريخ قاراباغ (بالأذرية: Azərbaycan Dövlət Qarabağ Tarixi Muzeyi) - هو متحف تأسس في 1991 في شوشا و أوقف فعالياته بسبب احتلال مدينة شوشا في 1992. سرقت أكثر من 1000 معرض المتحف من قبل المحتلين ألارمن بعد الاحتلال.

## تاريخ المتحف
تم إنشاء متحف أذربيجان الحكومي لتاريخ قاراباغ بموجب قرار وزير الثقافة لأذربيجان بولاد بلبلوغلو في فبرايير عام 1991 في شوشا.
تم التنظيم حوالي 550 صندوق المعرض في مرحلة أنشاء المتحف فتمت الموافقة على جدول الموظفين.
في البداية قد كان تعمل المتحف في منزل فيرودين باي كوجارلي ولكن لاحقا تعمل في أحد المباني التي أدرجت منتجع المصحة. كان مدير المتحف الأول هو إيمين أغاييف.
تم تدمير حوالي ألف من المعروضات من المتحف من قبل القوات المسلحة الأرمنية في 8 مايو عام 1992.
بعد احتلال، قدم الارمن معارضات المتحف التي نهبوها كنموزج الثقافية للأرمن إلى المجتمع العالمي وكان يعرضهم في عدد من البلدان.